# Poschinger (Adelsgeschlecht)

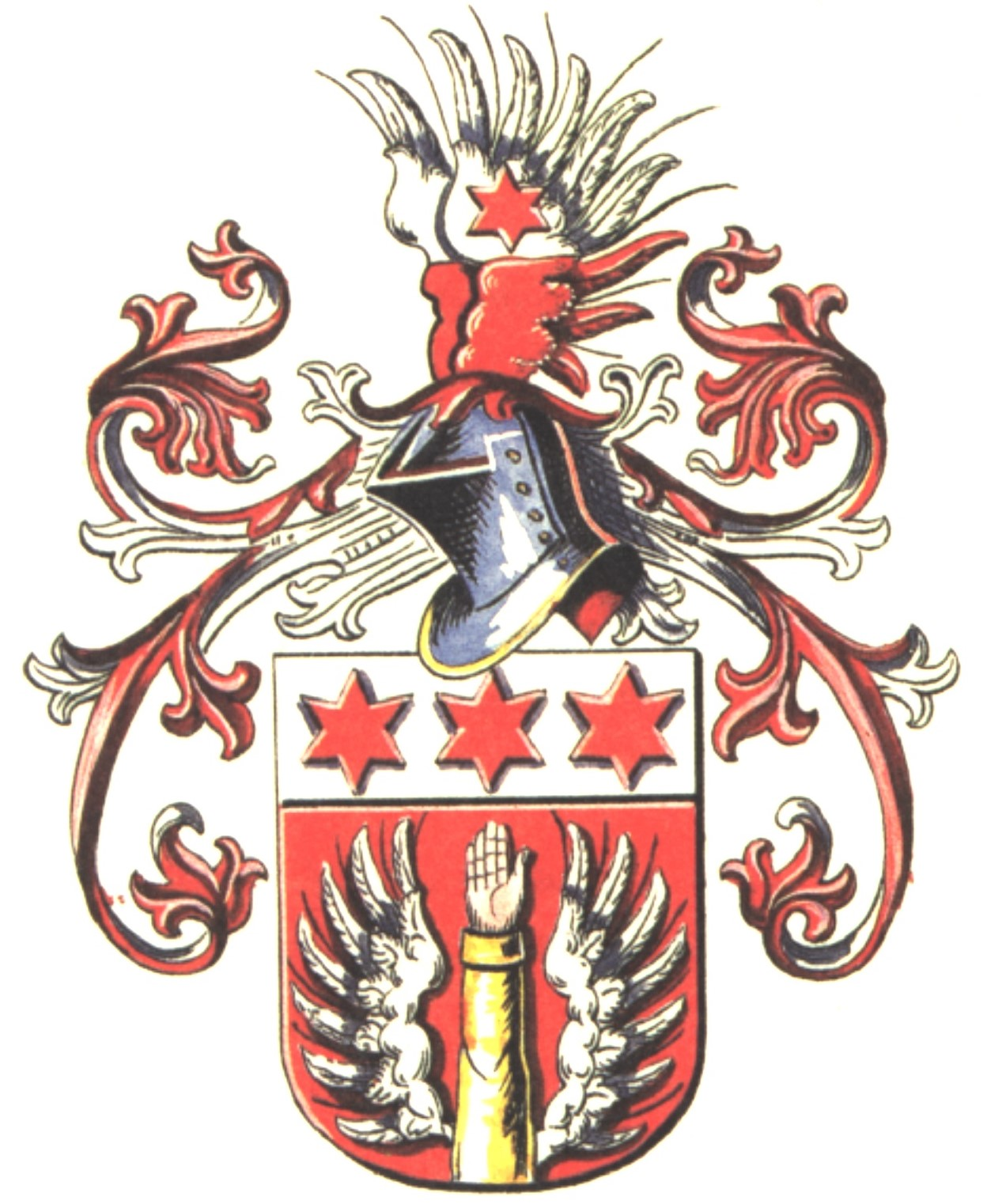
Stammwappen der Poschinger

Die Poschinger sind ein im Jahr 1140 erstmals urkundlich genanntes bayerisches Geschlecht, das in den Ritterstand und teilweise in den Freiherrnstand erhoben wurde. Zweige der Familie bestehen bis heute.

## Geschichte

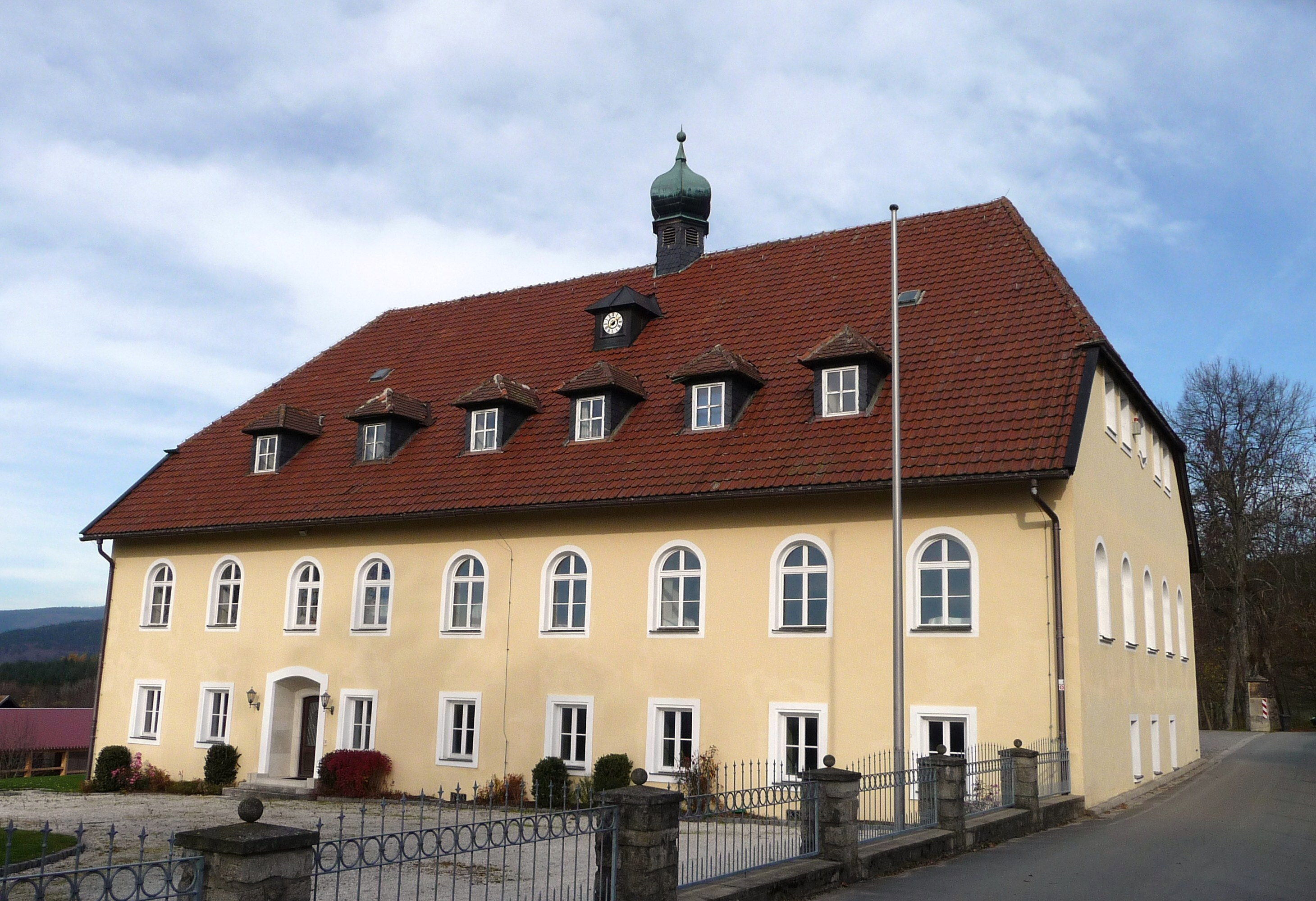
Herrenhaus in Oberfrauenau

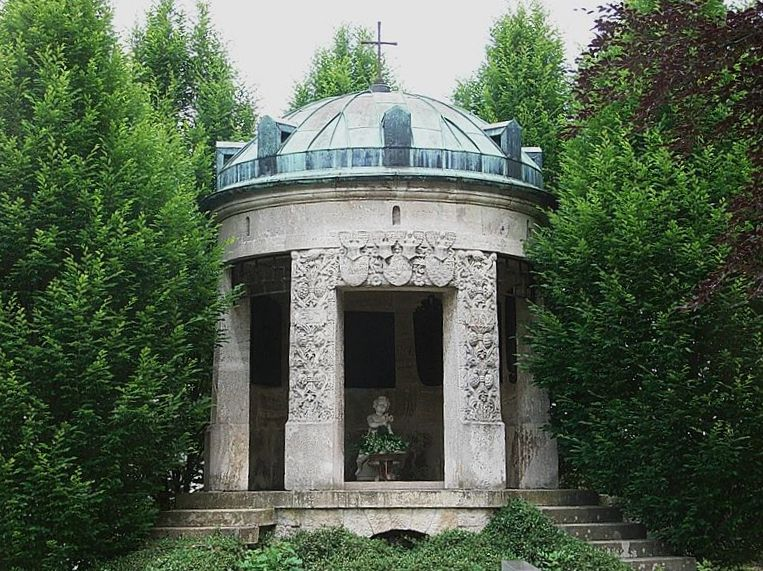
Das Poschinger-Mausoleum in Frauenau

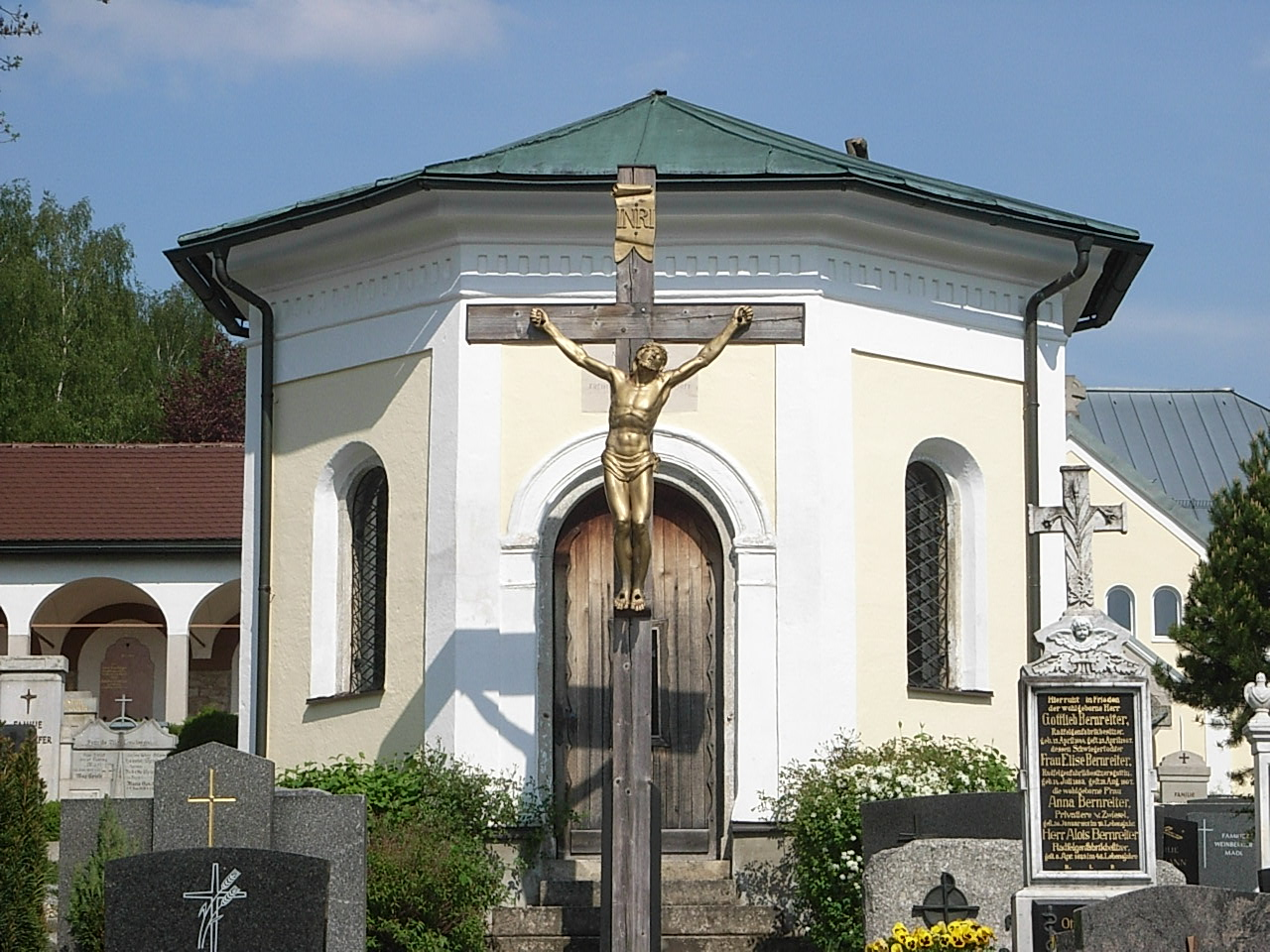
Das Poschinger-Mausoleum in Zwiesel

Die erste verzeichnete Linie der Poschinger diente den Fürstbischöfen von Passau als Ministerialen. Sie beginnt mit Rapoto de Paskengen im Jahre 1140, der als Zeuge einer Schenkung an das Augustiner-Chorherrenstift Aldersbach erwähnt wird.  Weitere Linien existierten zu Posching (in der Umgegend von Mitterfels, Metten, Deggendorf und später auch in Pförring bei Ingolstadt), auf dem Sitz Sicklasberg bei Konzell und als Ratsbürger in Straubing. Der Name Poschinger (oftmals auch Paskengen, Paschingen, Baskingin oder Posching geschrieben) entstammt vermutlich dem Gut Posching, das den Bischöfen von Passau gehörte.
Die bis zur Gegenwart ungebrochene Stammreihe der Familie beginnt mit Joachim Poschinger aus Pförring (1523–1599), der dem lutherischen Glauben angehörte und der um 1262 beginnenden Linie zu Posching zugerechnet wird. Nach einem Studium (unter anderem der Rechtswissenschaften und Musik) an der Universität Ingolstadt war er Richter und Pfleger in den Diensten der Freiherrn von Degenberg auf den Burgen Linden bei Viechtach und Neunußberg (1550–1568) und kaufte 1568 von den Degenbergern das Glashüttengut Zwieselau (Landkreis Regen) im Bayerischen Wald. Hiermit beginnt die bis heute andauernde Tradition der Poschinger als Glashütten- und Gutsherren. Joachim erhielt seinen kaiserlichen Wappenbrief am 19. Oktober 1547 in Regensburg durch Petrus Apianus, Hofpfalzgraf unter Kaiser Karl V. Sein Sohn Paulus erwarb im Jahre 1592 das Glashüttengut Oberfrauenau im Bayerischen Wald, ab diesem Zeitpunkt Sitz der Stammlinie.
Auf Grund des Besitzes von Oberanzenberg (ab 1639) wurde Wilhelm Poschinger am 18. Dezember 1643 durch Kurfürst Maximilian unter die oberpfälzischen Landsassen aufgenommen. Ab diesem Zeitpunkt wurde das Geschlecht in der Oberpfalz für adelig anerkannt und in den Matrikeln der adeligen Landsassen aufgeführt.

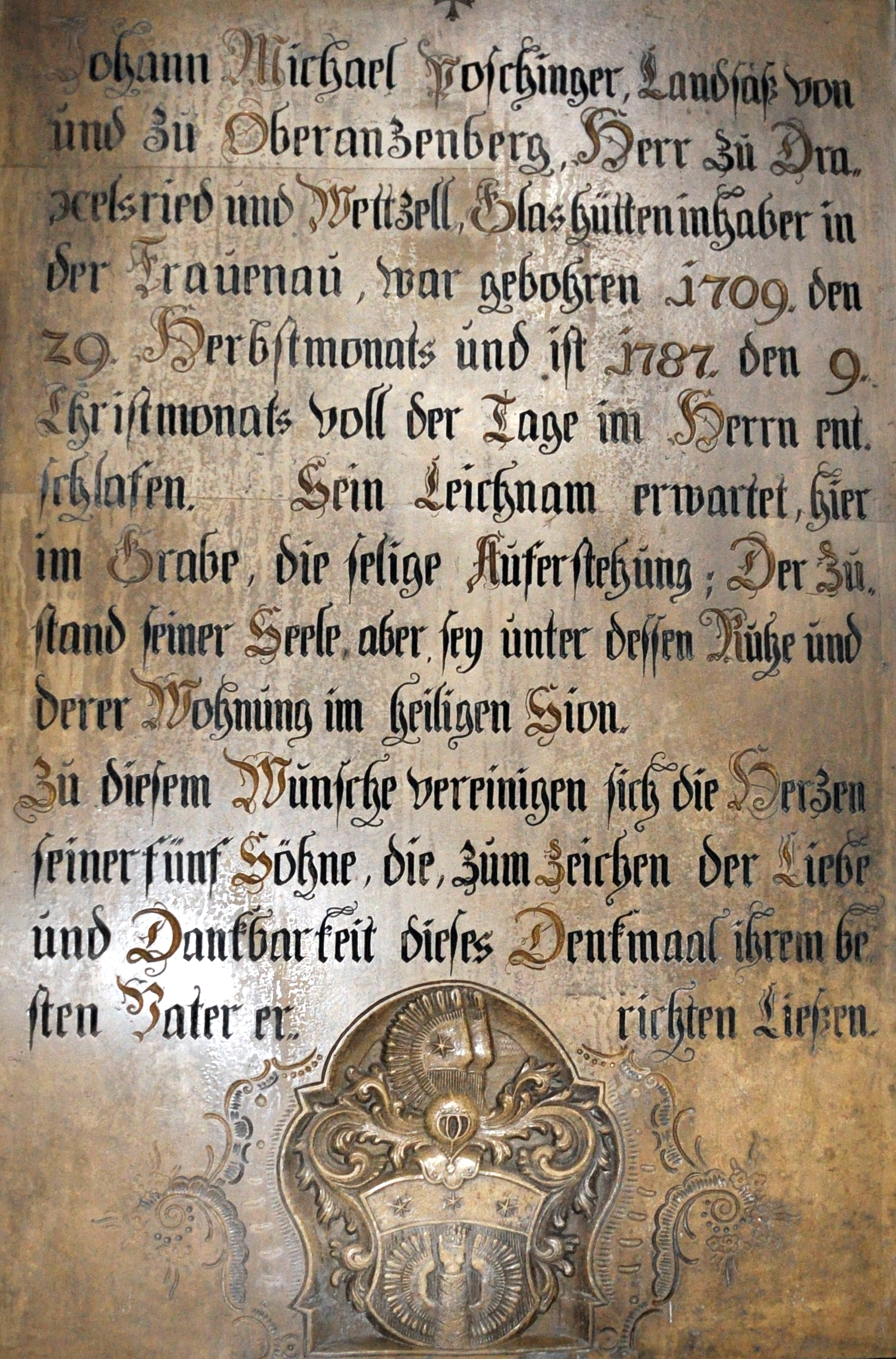
Grab von Johann Michael I. Poschinger in Mariä Himmelfahrt (Frauenau)

Nachdem Johann Michael I. Poschinger 1770 bereits die Hofmarken Drachselsried und Wettzell erworben hatte, richtete sein Sohn Georg Benedikt I. 1784 ein Gesuch um Erhebung des Erbrechtsguts Frauenau zur freien Hofmark an die kurfürstliche Hofkammer, die am 7. Dezember 1785 erfolgte. Georg Benedikt I. hatte somit auf allen drei Gütern die niedere Gerichtsbarkeit, die Polizeigewalt und gewisse Verwaltungsrechte.
Die Erhebung in den erblichen Reichsadelsstand mit Namensmehrung Edler von Poschinger und Reichsritterstand mit auf Oberanzenberg erhielten die Brüder
- Dr. jur. utr. Johann Martin, kurpfalz-bayerischer Hofratsadvokat, kurfürstl. Pfleger in Wolnzach, später kurpfalz-bayerischer Wirklicher Hofkammerrat, Kgl. Hofbräuhausverwalter und Direktor des Bayer. Hofbräuamtes (1798–1817) in München
(Stammvater der erloschenen Linie München-Mannheim)
- Joseph Anton, Bürger und Handelsmann in Passau
(Stammvater der Linie Berg, u. a. Poschinger-Camphausen)
- Georg Benedikt I., Herr der Hofmarken Oberfrauenau, Drachselsried, Wettzell und Neunußberg (ab 1796), Herr auf Oberanzenberg
(Stammlinie Frauenau aus der u. a. das freiherrliche Haus hervorgegangen ist)
- Ignaz Dominikus, Weltpriester

am 17. September 1790 in München vom Kurfürsten Karl Theodor von Pfalzbayern als Reichsvikar. Die Immatrikulierung im Königreich Bayern bei der Ritterklasse erfolgte am 30. Januar 1810 für Joseph Anton bzw. am 30. Juni 1810 für seine Brüder Johann Martin und Georg Benedikt Reichsritter und Edler von Poschinger auf Oberanzenberg.
Im Jahre 1873 wurde Georg Benedikt II. Ritter von Poschinger, Gutsherr auf Frauenau (Oberfrauenau) u. a., zum erblichen Reichsrat der Krone Bayerns ernannt. Gemäß der Erbfolgeordnung ging nach dem Tode Georg Benedikts das Fideikommiss an seinen Bruder Eduard Ferdinand über. Dieser trat es, unter Vorbehalt der Verwaltung, 1901 an seinen Sohn Eduard Georg Benedikt ab, welcher am 1. November 1901 zum Reichsrat ernannt wurde.
Eduard Ferdinand Ritter von Poschinger erhielt die Erhebung in den erblichen bayerischen Freiherrnstand am 24. Juli 1901 in München durch Prinzregent Luitpold von Bayern mit Immatrikulation im Königreich Bayern bei der Freiherrnklasse am 28. August 1901 mit Namensmehrung Freiherr Poschinger von Frauenau.
Die Genehmigung zur Namensvereinigung mit dem der Familie Camphausen als Ritter von Poschinger-Camphausen erhielt am 6. April 1908 in München der königlich bayerische Kämmerer und Rittmeister Ottmar Ritter von Poschinger, Gutsherr auf Riegsee und anderen, der 1906 Gerda Camphausen, Tochter des Bankiers und Kgl. Preuß. Geh. Kommerzienrats Arthur Camphausen, geheiratet hatte.
Die Verfügung durch den Regierungspräsidenten am 21. Mai 1953 in Regensburg zur Namensänderung in Freiherr von Poschinger-Bray für Adalbert Freiherr Poschinger von Frauenau, der mit Anna Maria, Erbtochter der im Mannesstamm erloschenen Grafen von Bray-Steinburg, verheiratet war, wurde durch den Beschluss des Deutschen Adelsrechtsausschusses in Marburg am 15. September 1990 nicht beanstandet.

## Wappen

### Stammwappen
Das Stammwappen von 1547 zeigt im oberen silbernen Drittel drei rubinfarbene Sterne. Der untere Teil des Schildes ist rubinfarben und zeigt einen Arm mit goldenem Ärmel, die sogenannte Schwurhand. Aus dem Arm entspringen unten zwei silberne Schwanenflügel. Auf dem Helm mit rot-silbernen Decken ein, von Silber und Rot geteilter Flug, die silberne Hälfte mit einem rubinfarbenen Stern belegt.

### Ritterwappen
Das Wappen im Diplom von 1790 ist geviert und zeigt in Feld 1 und 4 in Blau einen mit drei roten Sternen belegten silbernen Schrägrechtsbalken, in Feld 2 und 3 in Rot einwärts gekehrt ein goldener Löwe; auf dem Helm mit rechts blau-silbernen, links rot-goldenen Decken der Löwe wachsend zwischen offenem, je auswärts mit dem Schrägbalken belegten blauem Fluge.

### Freiherrnwappen
- Das Freiherrnwappen von 1901 ist geviert wie 1790 und belegt mit roten Herzschild, darin (aus dem Stammwappen) aufrecht ein silbern-beflügelter, golden gekleideter Rechtsarm mit geöffneter Hand; zwei Helme, auf dem rechten mit rot-silbernen Decken ein geschlossener, von Silber und Rot geteilter Flug, die silberne Hälfte mit einem roten Stern belegt, auf dem linken mit blau-goldenen Decken wie 1790.
- Die Freiherren von Poschinger-Bray führen ein neues kombiniertes Wappen mit den Elementen der Grafen von Bray-Steinburg und Freiherren Poschinger von Frauenau. – Die Annahme des neuen kombinierten Wappens wurde durch den Beschluss des Deutschen Adelsrechtsausschusses in Marburg am 22. Juni 2009 ebenfalls nicht beanstandet.

Wappen der Ritterlichen Poschinger (1790)
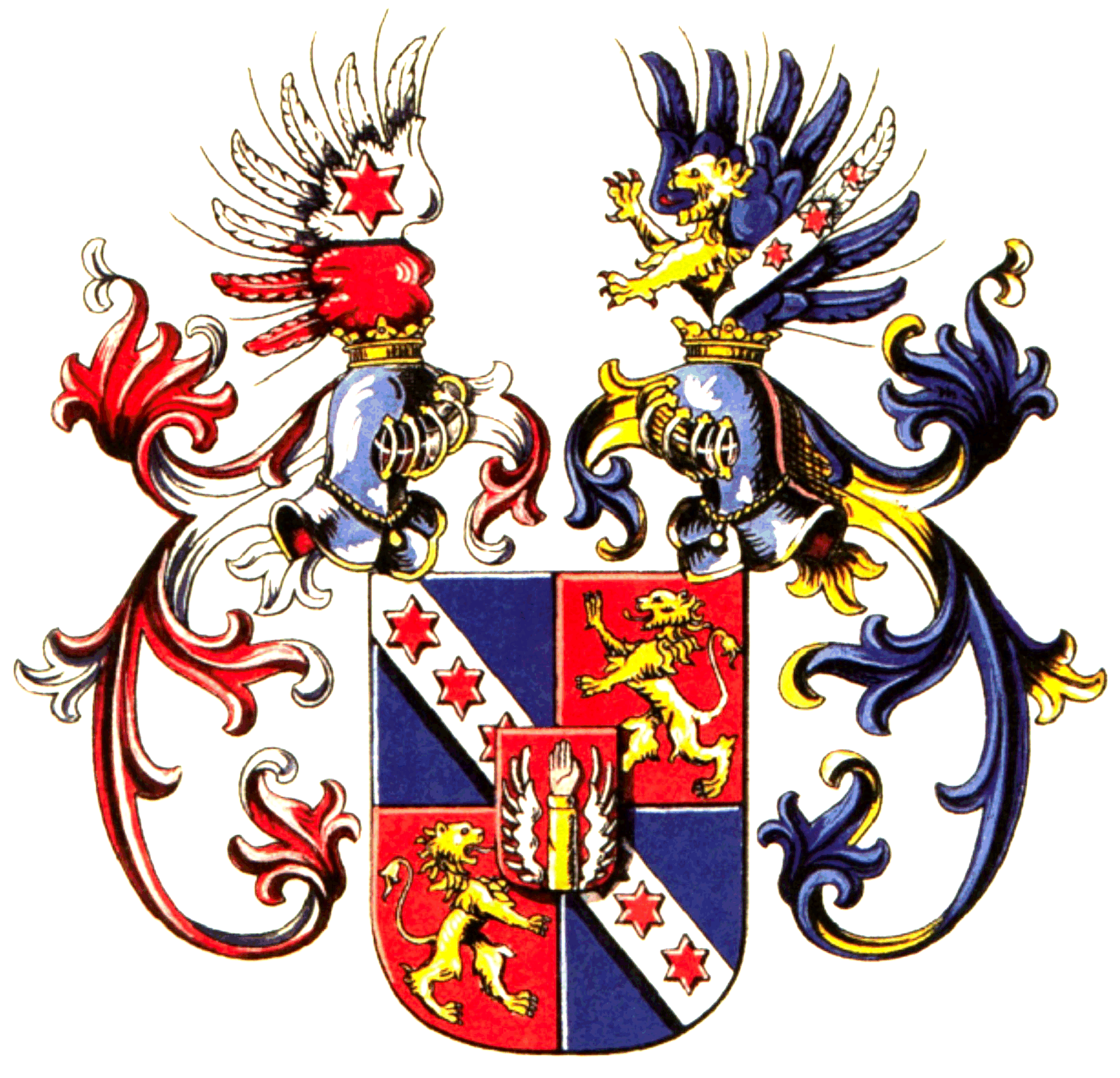
Wappen der Freiherren Poschinger von Frauenau (1901)
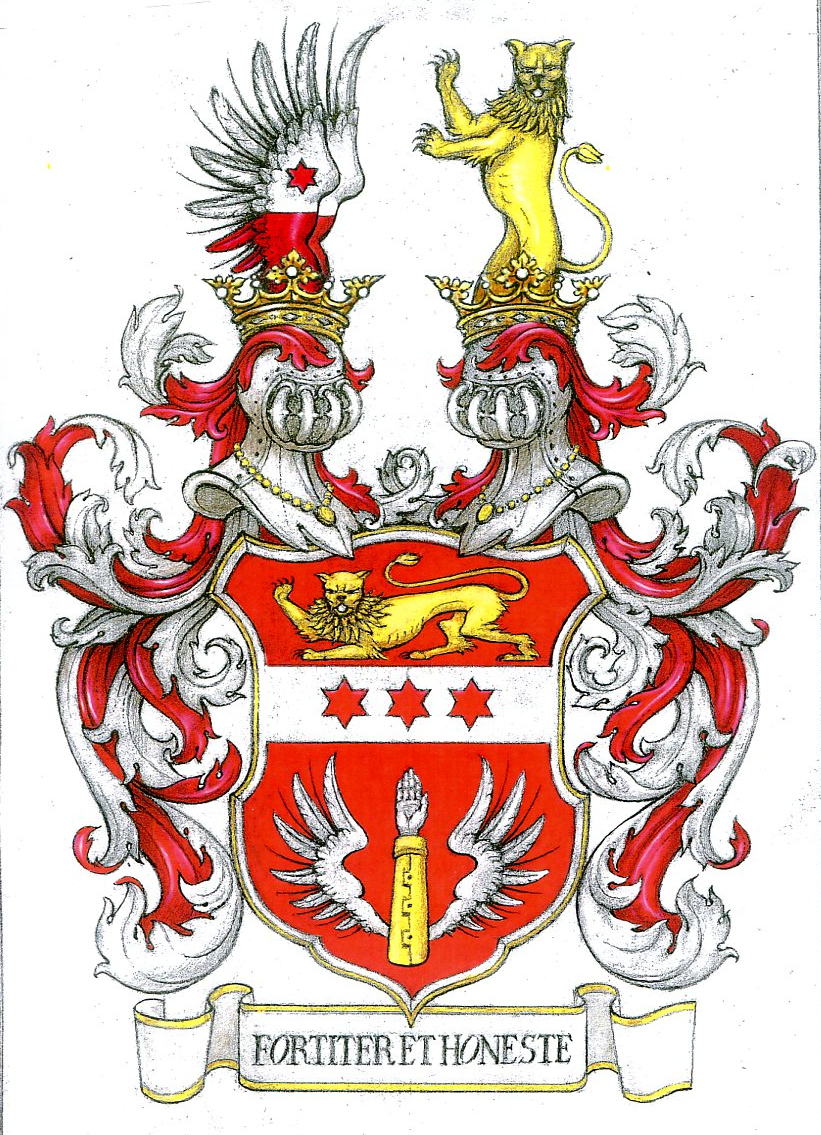
Wappen der Freiherren von Poschinger-Bray (2009)

## Sitze und Güter

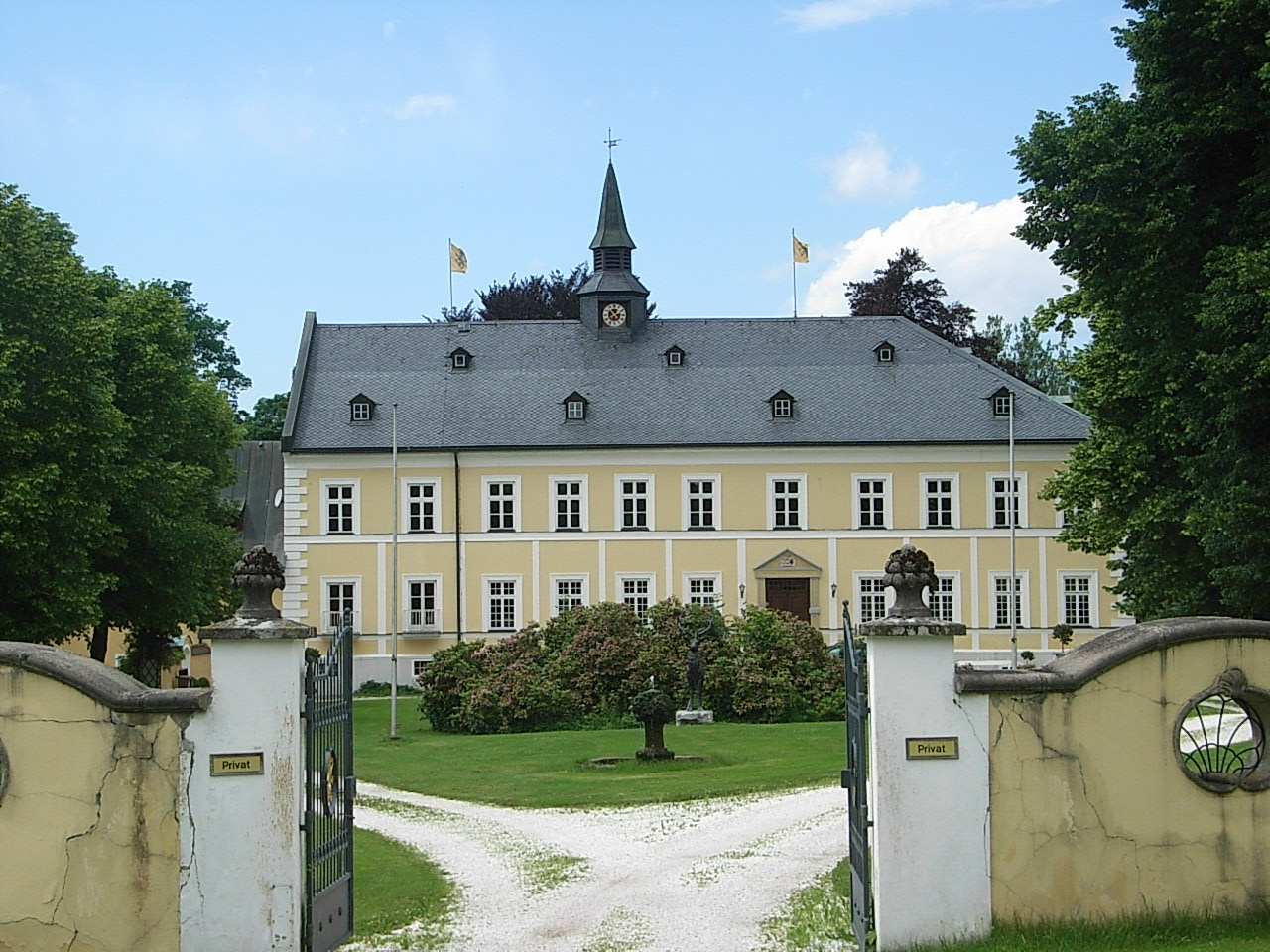
Schloss Oberzwieselau

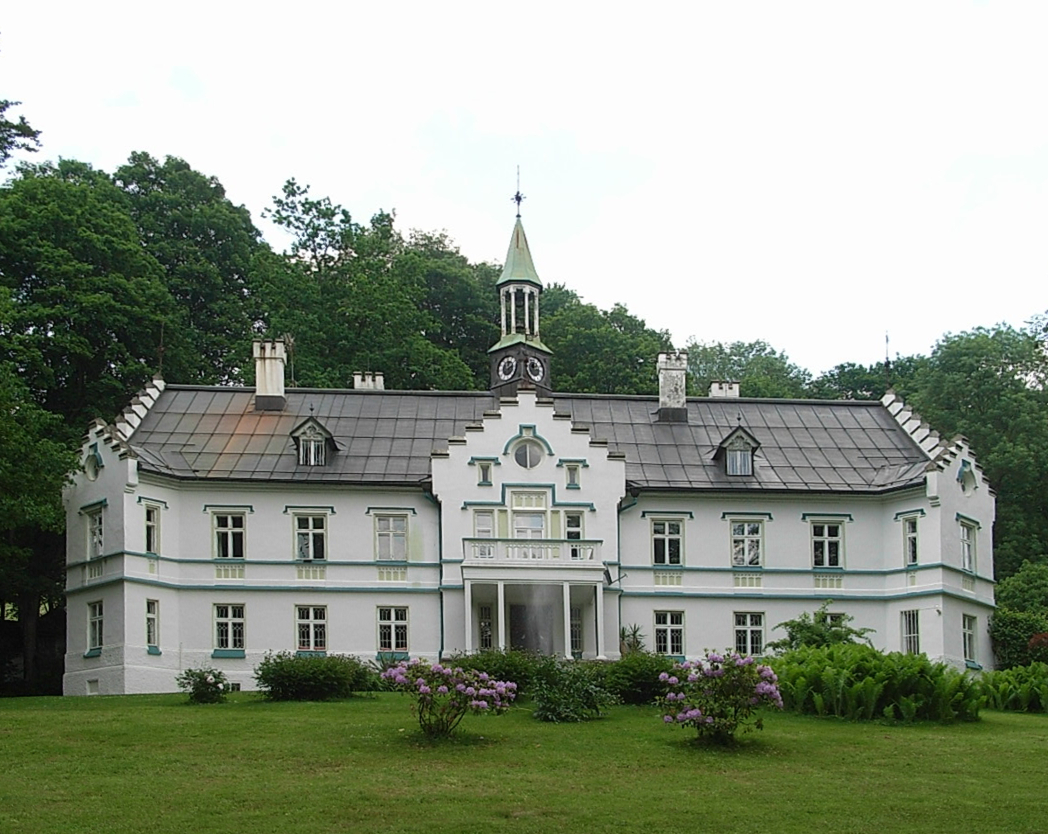
Schloss Buchenau

Die Poschinger haben sich vor allem in Niederbayern, der Oberpfalz und später auch in Oberbayern ausgebreitet. Ab 1523 sind unter anderem folgende Sitze und Güter nachweisbar:
- Gut und Hofmark Oberfrauenau (Herrenhaus und neues Schloss)
- Gut Unter- und Oberzwieselau (Schloss Oberzwieselau)
- Gut Buchenau (Schloss Buchenau)
- Landsassengut Oberanzenberg bei Kemnath
- Hofmark Neunußberg
- Hofmark Wettzell
- Hofmark Drachselsried
- Hofmark Thalersdorf
- Schloss Irlbach (ehem. Bray)
- Schloss Steinburg (ehem. Bray)
- Schloss Schambach (ehem. Bray)
- Palais Poschinger in München (Brienner Straße 23)
- Gut Riegsee bei Murnau (Schloss Neuegling)
- Gut Ismaning (Schloss Ismaning)
- Gut Zengermoos
- Gut Karlshof
- Gut Theresienthal (Villa Poschinger)
- Gut Ahausen bei Landau a.d.Isar
- Schloss Pullach bei Bad Aibling
- Schloss Rabenstein
- Gut Unterbreitenau bei Bischofsmais
- Villa Poschinger in Starnberg

## Bekannte Familienmitglieder

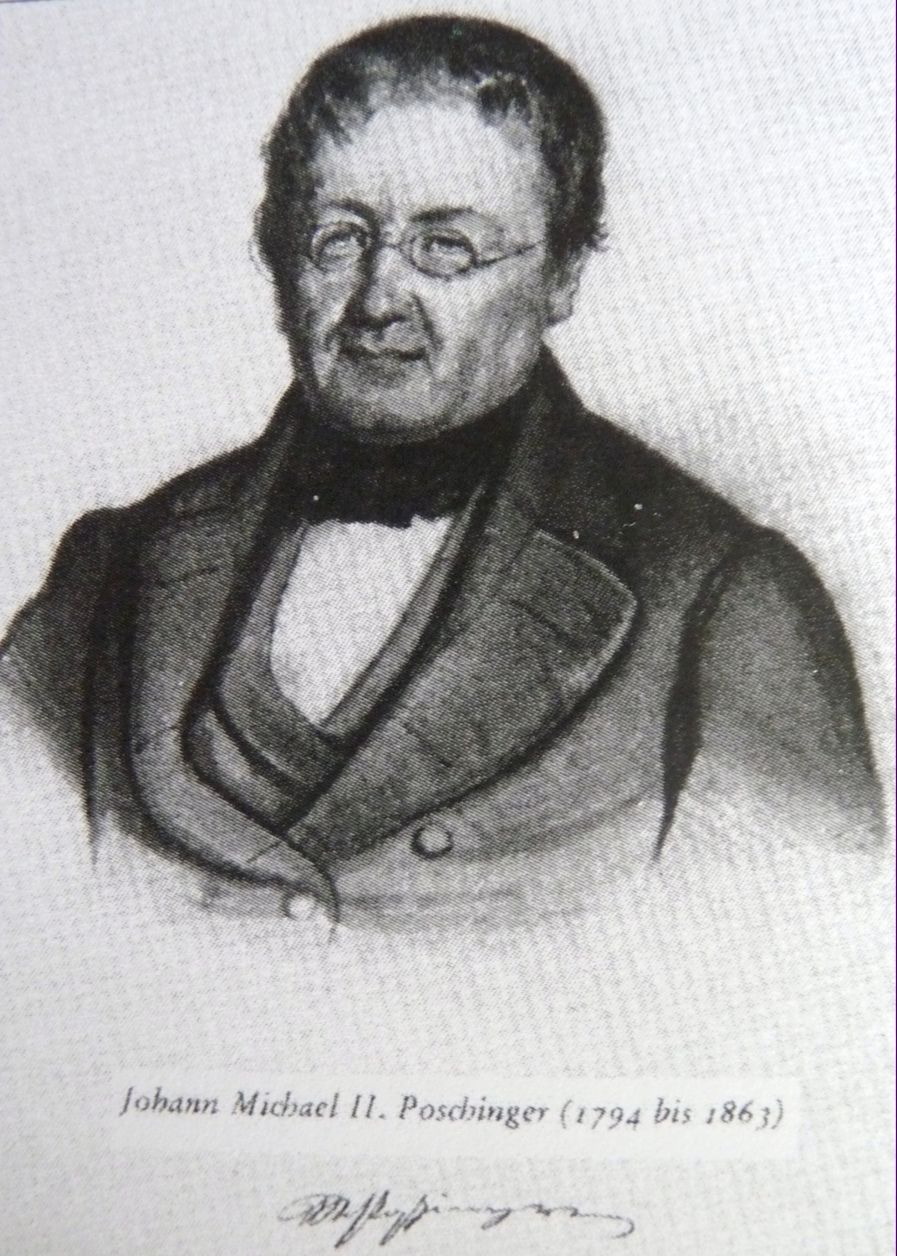
Johann Michael II. von Poschinger

- Benedikt von Poschinger (1785–1856), bayerischer Unternehmer und Politiker (Landtagsabgeordneter)
- Johann Michael II. von Poschinger (1794–1863), bayerischer Unternehmer und Politiker (Landtagsabgeordneter)
- Richard von Poschinger (1839–1915), bayerischer Kunstmaler
- Wilhelm von Poschinger (1839–1895),  bayerischer Unternehmer und Gutsbesitzer
- Ludwig von Poschinger (1844–1917), bayerischer General der Kavallerie
- Georg Benedikt II. von Poschinger (1845–1900), bayerischer Unternehmer und Politiker (Reichsrat)
- Heinrich von Poschinger (1845–1911), Schriftsteller und Historiker (Bismarck-Biograph)
- Henriette von Poschinger (1845–1903), bayerische Glas-Designerin
- Wilhelm von Poschinger (1864–1921), bayerischer Generalmajor
- Eduard Poschinger von Frauenau (1869–1942), bayerischer Offizier, Unternehmer und Politiker (Reichsrat)
- Hans von Poschinger (1892–1951), bayerischer Guts- und Fabrikbesitzer, außerdem Kunstmaler
- Egon von Poschinger (1894–1977), bayerischer Guts- und Fabrikbesitzer, außerdem Kunstmaler
- Günther von Poschinger (1898–1958), Entomologe, nach dem der Laufkäfer Carabus poschingerianus benannt wurde
- Hippolyt Poschinger von Frauenau (1908–1990), bayerischer Unternehmer, Forstwirt und Politiker (Präsident des bayerischen Senats)
- Adalbert von Poschinger-Bray (1912–2001), deutscher Unternehmer, Volkswirt und Politiker

## Ehrungen
Sowohl in Frauenau als auch in Drachselsried, Deggendorf, Ismaning und Murnau existiert eine Poschingerstraße. Auch in München gibt es eine 1906 zu Ehren von Johann Michael III. von Poschinger benannte Poschingerstraße mit dem Wohnhaus Thomas Manns an der Poschingerstraße 1. Die Poschingerstraße in Berlin wurde 1908 nach Heinrich von Poschinger, die gleichnamige Straße in Salzburg 1903 nach Wilhelm von Poschinger benannt. Zusätzlich existiert der Poschinger Weiher in den nördlichen Isarauen.